# クルジパイン
クルジパイン（英: cruzipain、EC 3.4.22.51）は、クルーズトリパノソーマ（Trypanosoma cruzi）が産生するシステインプロテアーゼである。
クルジパインは硫酸化糖タンパク質であり、シャーガス病として知られる寄生虫疾患に関与している。クルジパインは、寄生虫の宿主細胞への進入と免疫応答の回避を補助することが判明している。
クルジパインはIgGクラスの免疫グロブリンの機能に干渉することで、獲得免疫系による応答の回避を助けている。クルジパインはIgGと相互作用し、ヒンジ領域を切断する。
平滑筋細胞への侵入時には、クルジパインは血管収縮作用を持つエンドセリン受容体を切断し、血管収縮作用に干渉している可能性がある。
クルジパインは宿主組織を破壊する過程を補助し、宿主の免疫系の応答を検知した際の逃避機構へのシグナル伝達にも備えている。